# Пунта Горда
Пунта Горда (на английски и испански: Punta Gorda) е град в Белиз, административен център окръг Толедо. Пунта Горда се намира в южната част на страната и има население от около 6400 души по данни от 2005 г. Въпреки че носи испанско име, населението говори главно английски език.
В селището се развива рибарството и има пристанище и малко летище. Преди да бъде населено от хондураски емигранти през 1823 г. градът е бил малко рибарско село.
През май месец се провежда „Какао Толедо фестивал“, с който се отбелязва историята на произвеждането на шоколад в окръг Толедо.